# オトマール・シュパン
オトマール・シュパン（ドイツ語: Othmar Spann, 1878年10月1日 - 1950年7月8日）は、オーストリアの保守派の経済学者、哲学者、社会学者。権威主義的コーポラティズムの理論家。オーストロファシズムの先駆者。オーストリア保守革命の代表者。アダム・ミュラーのロマン主義に依拠し、自由主義と社会主義の双方に反対した。

## 生涯

### 若年期
ウィーン郊外のアルトマンスドルフ出身。父は発明家のヨーゼフ・シュパン。1898年、ビュルガーシューレ（Bürgerschule、市民学校）卒業。ウィーン大学で哲学を2学期、チューリッヒ大学とベルン大学で政治学をそれぞれ1学期修める。1903年、テュービンゲン大学政治学博士（Doktor der Staatswissenschaften、Dr. sc. pol.）。学位論文は「現代社会学における社会概念の批判について」（„Zur Kritik des Gesellschaftsbegriffes der modernen Soziologie“）。
フランクフルトで社会調査に従事した後、オーストリア政府で国勢調査を担当する。1907年、政治経済学のハビリテーション取得。私講師となる。第一次世界大戦に従軍し、東部戦線で負傷した。1919年、ウィーン大学教授。1938年の退官まで教鞭を執る。

### 政治活動
コーポラティズムの理論を打ち立て、政治への導入を主張した。1928年、ドイツ文化闘争同盟参加。1930年頃にはナチ党に入党する。
カール・ポランニーは、シュパンの哲学や反個人主義がファシズムに多大な影響を与えたとしている。

### 教職追放
同年代の時代精神とは思想を一致させていたが、アンシュルス直後の1938年に（ナチ党員にもかかわらず）ナチ党によって投獄され、最終的にウィーン大学の教授職を解かれた。1950年、失意のうちに死去する。

## 主な門下生
- オスカー・モルゲンシュテルン（オーストリア学派、ゲーム理論）
- フリードリヒ・ハイエク（オーストリア学派、ノーベル経済学賞）
- エリック・フェーゲリン（政治哲学、永遠の哲学）

## 著作
Akademische Druck- und Verlagsanstalt（グラーツ）より全集（Othmar Spann Gesamtausgabe）が出版されている（1963年-1979年）。以下、同全集に従う。
1. Frühe Schriften in Auswahl. 1974
2. Die Haupttheorien in der Volkswirtschaftslehre. 1969
3. Fundament der Volkswirtschaftslehre. 1967
4. Gesellschaftslehre 1969
5. Der wahre Staat. Vorlesungen über Abbruch und Neubau des Staates. 1972
6. Tote und lebendige Wissenschaft. Kleines Lehrbuch der Volkswirtschaft in 5 Abhandlungen. 1967
7. Kämpfende Wissenschaft. 1969
8. Kleine Schriften zur Wirtschafts- und Gesellschaftslehre. 1975,
9. Kategorienlehre. 1969
10. Der Schöpfungsgang des Geistes. 1969
11. Gesellschaftsphilosophie. 1968
12. Geschichtsphilosophie. 1970
13. Philosophenspiegel. Die Hauptlehre der Philosophie begrifflich und geschichtlich dargestellt. 1970
14. Erkenne dich selbst. Eine Geistesphilosophie als Lehre vom Menschen und seiner Weltstellung. 1968
15. Naturphilosophie. 1963
16. Religionsphilosophie auf geschichtlicher Grundlage. 1970
17. Ganzheitliche Logik. Eine Grundlegung. 1971
18. Meister Eckeharts mystische Philosophie, im Zusammenhang ihrer Lehrbegriffe dargestellt. 1974
19. Kunstphilosophie. 1973
20. Gespräche über die Unsterblichkeit. Betrachtungen zweier Krieger im Felde. 1965
21. Leben und Werk. Ein Gedenkband aus Anlass der 100. Wiederkehr des Geburtstages. 1979

### 邦訳
- 国政研究会訳『眞正國家論』章華社 昭和9年
- 秋沢修二訳『全體主義の原理』白揚社 昭和16年
- 秋沢修二訳『社會哲學』白揚社 昭和18年
- 大野有翼訳『歷史哲學』東亜書局 昭和18年